# 竹村洋介
竹村 洋介（たけむら ようすけ、1958年 - ）は、日本の社会学者。近畿大学非常勤講師。

## 来歴
大阪府大阪市出身。東京大学大学院教育学研究科博士課程単位取得退学。社会学専攻。
2014年から、近畿大学にタカハシヒョウリ（オワリカラ）を外部講師として招聘する特別講義を企画・主催している。

## 著書

### 単著
- 『近代化のねじれと日本社会』（批評社, 2004年, ISBN 4826504055）

### 共著
- （高岡健編）『学校の崩壊』（批評社, 2002年, ISBN 482650358X）
- （高木俊介編）『ひきこもり』（批評社, 2002年, ISBN 4826503512）
- （徳永哲也・杉山崇・馬嶋裕・亀口公一）『福祉と人間の考え方』（ナカニシヤ出版, 2007年, ISBN 4779501121）
- （松本雅彦・高岡健編）『発達障害という記号』（批評社, 2007年, ISBN 4826504802）
- （丹波博紀・最首悟編）『水俣五〇年』（作品社, 2007年, ISBN 4861821657）

## 出演番組
- 竹村洋介の夜をぶっ飛ばせ！（極北ラジオ）[4]